# Günter Wojaczek

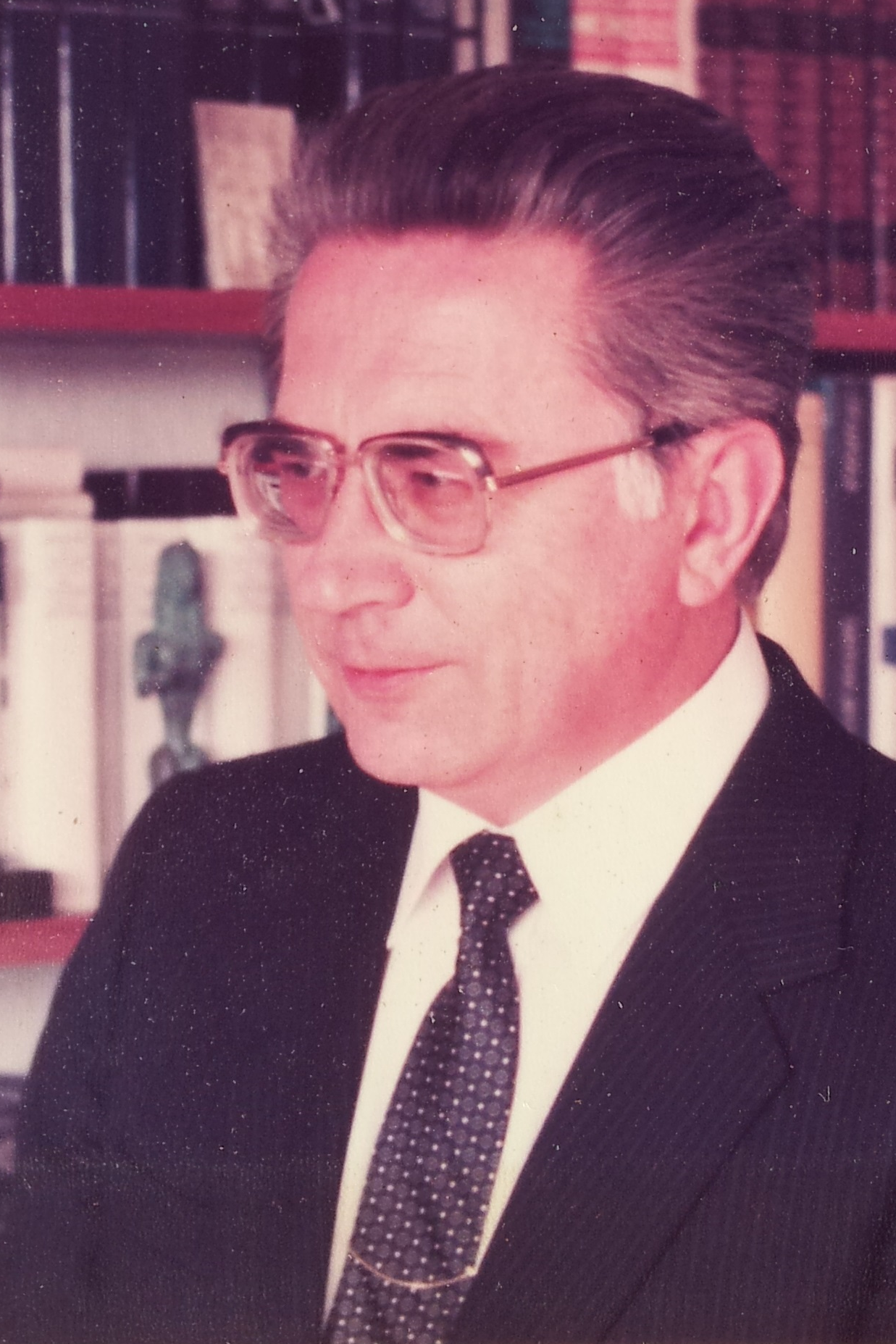
Günter Wojaczek

Günter Wojaczek (* 10. Juni 1932 in Kattowitz; † 9. November 1997 in Pödeldorf bei Bamberg) war ein deutscher Altphilologe, Fachdidaktiker der Alten Sprachen sowie Gymnasiallehrer.

## Leben
Günter Wojaczek besuchte zusammen mit dem späteren Altphilologen Joachim Latacz bis Januar 1945 das Städtische Gymnasium zu Kattowitz. Im Zuge der Flucht über Westoberschlesien, Österreich und Hessen war er von Ostern 1946 an kurzzeitig Schüler der nachkriegsbedingt provisorisch eingerichteten Neukirchener Abteilung der Staatlichen Wilhelmschule in Kassel (Realgymnasium), ehe er im März 1947 mit seiner Familie nach Bamberg kam. Hier besuchte er das Neue Gymnasium, wo der Altphilologe und Goetheforscher Gottfried Diener zu seinen Lehrern zählte. Nach dem Abitur im Jahr 1952 studierte er unterstützt durch ein Stipendium des Freistaates Bayern für besonders Begabte bis 1957 an der Universität Erlangen Klassische Philologie, Germanistik, Byzantinistik, Archäologie (zeitweise ausschließlich) und Geschichte.
Nach dem Referendariat am Gymnasium Fridericianum in Erlangen, Friedrich-Alexander-Gymnasium in Neustadt an der Aisch und am Johann-Philipp-von-Schönborn-Gymnasium in Münnerstadt unterrichtete er anfänglich an der Schule Birklehof in Hinterzarten, bevor er 1960 als Lehrer des Gymnasiums Nordhorn in den Dienst des Landes Niedersachsen eintrat.
An der Universität Köln promovierte er 1968 bei Reinhold Merkelbach, Hellfried Dahlmann und Berthold Rubin zum Thema Daphnis. Untersuchungen zur griechischen Bukolik.
1970 kehrte er an seine frühere Schule nach Bamberg zurück. Hier war er Fachbetreuer für Alte Sprachen und Kollegstufenbetreuer, ehe er im Dezember 1993 als Studiendirektor pensioniert wurde.
Im Frühjahr 1994 organisierte er in der Bamberger Konzert- und Kongresshalle den alle zwei Jahre stattfindenden Bundeskongress des Deutschen Altphilologenverbandes.
Für seine wissenschaftlichen und fachdidaktischen Leistungen wurde Günter Wojaczek am 10. April 1995 vom damaligen bayerischen Kultusminister Hans Zehetmair zum Honorarprofessor für Klassische Philologie, insbesondere Didaktik der Alten Sprachen, an der Universität Bamberg ernannt. Seine Antrittsvorlesung trug den Titel Die Syrinx des Paris Simichidas. Anmerkungen zur Überlieferung eines antiken Figurengedichtes. In seinen weiteren, regulären Vorlesungen lag sein Interesse vor allem beim antiken Roman.

## Wirken
Fachwissenschaftlich tat sich Günter Wojaczek hauptsächlich auf dem Gebiet der antiken Hirtendichtung hervor. Das Gebiet der bukolischen Figurengedichte, die unter anderem von Theokrit von Syrakus, der als deren Begründer gilt, Dosiadas von Kreta und Simias von Rhodos verfasst wurden, untersuchte bis zur Veröffentlichung Wojaczeks Dissertation im Wesentlichen nur Carl Haeberlin mit Carmina figurata Graeca (1886). Bei der Unklarheit der Philologen darüber, ob die figuralen Gedichte echte Aufschriften auf Gegenstände oder unverwirklichte Buchepigramme seien, kam Wojaczek hier zu dem Ergebnis, dass es sich angesichts deren religiöser Bedeutung um Weiheepigramme handeln muss. Somit erarbeitete Wojaczek als Vertreter einer religionsgeschichtlich ausgerichteten Altphilologie die grundlegende Kommentierung der bukolischen Technopägnien; erst nach dieser Veröffentlichung wuchs das wissenschaftliche Interesse an dem Gebiet der antiken bukolischen Figurendichtung.
Seine These des religiösen Ursprungs der antiken figuralen Poesie untermauerte er in weiteren fachwissenschaftlichen Forschungen, Vorträgen (bei der jährlichen Ferientagung für Altphilologen in Marktoberdorf) wie Aufsätzen; so kam er an anderer Stelle zu der Auffassung, dass Theokrit, der dem Dichterbund von Kos angehörte, seine Verse zunächst auf eine Rohrpfeife (Syrinx) geschrieben und diese dann dem Hirtengott Pan geweiht habe. Internationale Rezeption erfuhr neben seinen Veröffentlichungen auch sein Vortrag über Die griechischen Technopägnien. Zur Genesis und Struktur einer literarischen Form, den er 1987 bei dem von Jeremy Adler und Ulrich Ernst organisierten internationalen Kongress „Visuelle Poesie im historischen Wandel – Changing Forms of Visual Poetry“ in der Herzog August Bibliothek in Wolfenbüttel hielt. Dieses Symposium wurde durch die Ausstellung „Text und Figur. Visuelle Poesie aus drei Jahrtausenden“ begleitet. Sein wissenschaftliches Interessensgebiet umfasste neben der antiken Figuralpoesie und ihrer Rezeption auch religionssoziologische Fragen, Mysterienkulte und Rituale in der Literatur der Antike, insbesondere dem antiken Roman, bei Cicero und Kaiser Julian.
Einen Namen machte sich Wojaczek zusätzlich durch eine breite fachdidaktische Tätigkeit. Er entwarf erstmals für das Fach Archäologie einen in Bayern verwendeten Lehrplan, den er als Vortrag bei einem Colloquium der Mommsen-Gesellschaft und des Deutschen Altphilologenverbandes über Archäologie in der Lehrerausbildung 1981 in Mainz und als Veröffentlichung 1985 in der fachwissenschaftlichen Zeitschrift Gymnasium präsentierte. Darüber hinaus war er Autor und Mitherausgeber zahlreicher lateinischer Unterrichtswerke für Gymnasien (Instrumentum, Roma). Das Lehrbuch Studium Latinum, das er zusammen mit Gebhard Kurz (Mainz) als Mitautor und didaktischer Berater verfasste, war das erste Unterrichtswerk für universitäre Lateinkurse.
Im Auftrag des bayerischen Kultusministeriums hielt er auch fachdidaktische Fortbildungen für Lehrer der Alten Sprachen in Hof zum Thema der in den 1970er Jahren an den bayerischen Gymnasien eingeführten sog. curricularen Lehrpläne, an deren Entwicklung er in den Fächern Latein und Griechisch beteiligt war. Zudem war er Referent an der Akademie für Lehrerfortbildung und Personalführung in Dillingen und bis zu seiner Berufung als Honorarprofessor auch Lehrbeauftragter an der Universität Bamberg für Didaktik der lateinischen Sprache und Literatur.

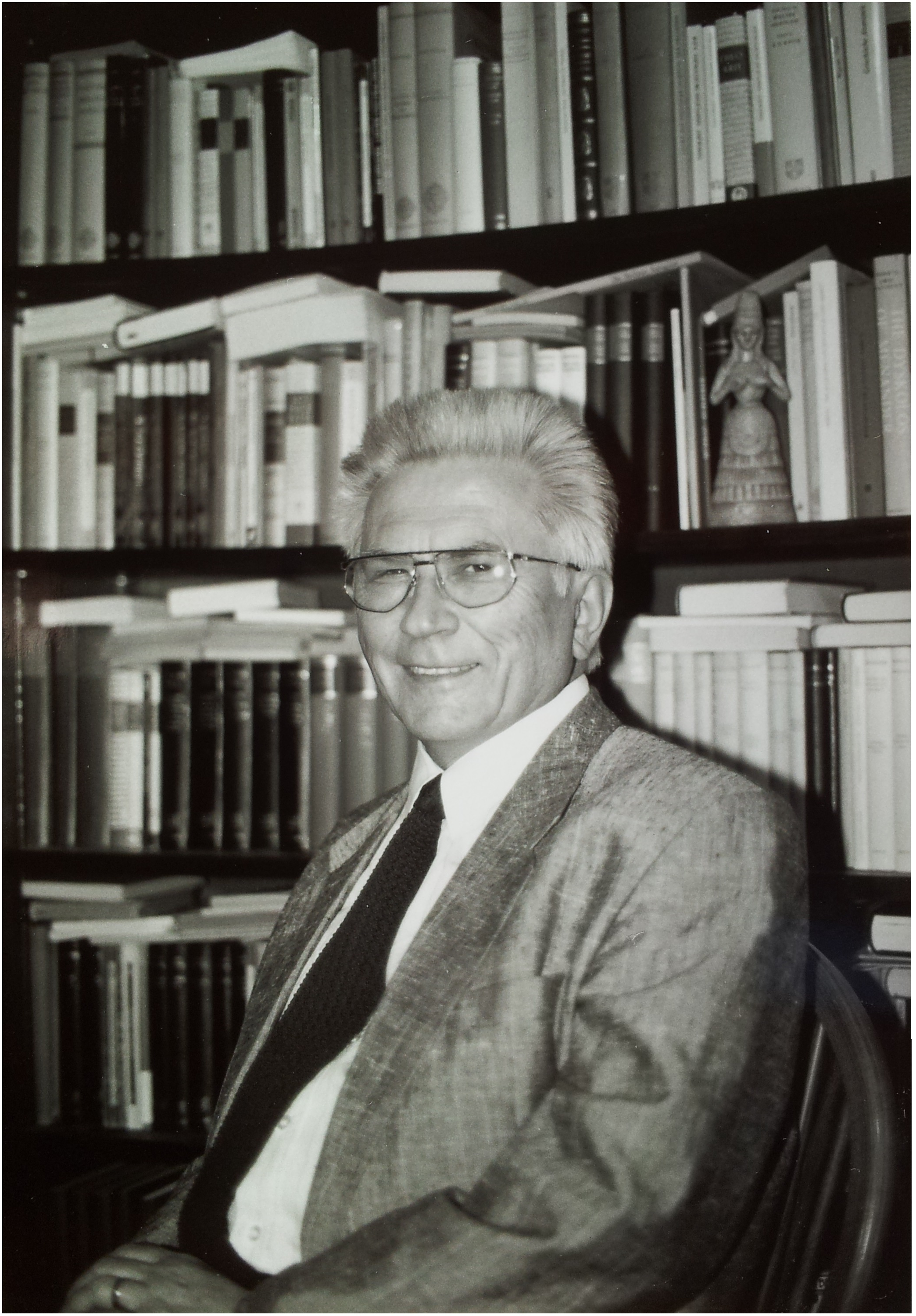
Günter Wojaczek in seinem Arbeitszimmer (1996)

Auch fachpolitisch engagierte sich Günter Wojaczek. Ab 1972 fungierte er als Vorsitzender der Altphilologischen Fachgruppe und des Deutschen Altphilologenverbandes in Oberfranken. In dieser Funktion veranstaltete er bis zuletzt alljährlich eine eintägige fachwissenschaftliche und fachdidaktische Fortbildung für Altphilologen in Bamberg. Von 1978 bis 1983 war er zudem Landesvorsitzender des Bayerischen Altphilologenverbandes. Zusammen mit Friedrich Maier war er von 1978 an Herausgeber und Schriftleiter von Die Alten Sprachen im Unterricht (DASiU); hier veröffentlichte er eine große Zahl von Artikeln und Rezensionen.
Daneben hielt er im Bereich der Erwachsenenbildung als langjähriger Dozent der Volkshochschule Bamberg Vorträge über antike Kultur- und Geistesgeschichte, griechische und römische Archäologie, griechische Mythologie und Literaturgeschichte sowie über Philosophie der Antike. In diesem Rahmen organisierte er auch Exkursionen und Studienfahrten nach Griechenland und Italien (Etrurien, Rom, Pompeji, Paestum).

## Sonstiges Engagement
Bevor im Jahr 1978 seine Heimatgemeinde Pödeldorf nach Litzendorf eingegliedert wurde, engagierte Wojaczek sich dort auch als Gemeinderatsmitglied (CSU).
Während seines Studiums ist Günter Wojaczek im Jahr 1952 der katholischen Studentenverbindung K.D.St.V. Fredericia zu Bamberg im CV beigetreten.
Zudem war er Mitglied der Görres-Gesellschaft.

## Familie
Günter Wojaczek entstammt einer oberschlesischen Bergarbeiterfamilie, war verheiratet und Vater von drei Söhnen.

## Auszeichnungen
- 1952–1957: Stipendium des Freistaates Bayern für besonders Begabte
- 1. März 1986: Goldene Ehrennadel des Bayerischen Philologenverbandes
- 13. Januar 1995: Silberne Ehrennadel der CSU
- 10. April 1995: Honorarprofessur an der Universität Bamberg
- 16. Juni 1997: Silberne Ehrenmedaille der Elisabeth J. Saal-Stiftung (Laudatio: Friedrich Maier)[9]

## Veröffentlichungen (Auswahl)

### Fachwissenschaft
- Daphnis. Untersuchungen zur griechischen Bukolik (= Beiträge zur klassischen Philologie, Heft 34). Anton Hain, Meisenheim am Glan 1969, DNB 458692573 (Dissertation Universität Köln 1969, 155 Seiten). ISSN 0522-6821
  - Rezensionen: Gilbert Lawall, Classical World 64, 1970, S. 123–124; Francis Vian, Revue des Études Grecques 83, 1970, S. 245–247; André Wankenne, Les Études Classiques 38, 1970, S. 376; William Berg,  American Journal of Philology 92, 1971, S. 735–739; François-Xavier Druet, Revue Belge de Philologie et d’Histoire 49, 1971, S. 652; Jacques Schwartz, Revue d'Histoire et de Philosophie religieuses 52, 1972, S. 121.
  - Rezeption (Auswahl): Angelika Geyer, Roman und Mysterienritual. In: Würzburger Jahrbücher für die Altertumswissenschaft N.F. 3, 1977, S. 179–196. (online; PDF, 11,6 MB); Silvia Strodel, Zur Überlieferung und zum Verständnis der hellenistischen Technopaignien. (Studien zur klassischen Philologie 132), Lang (Verlag), Frankfurt a. M./Berlin et al. 2002; Luis Arturo Guichard, Simias’ pattern poems: The margins of the canon. In M. A. Harder, R. F. Regtuit und G. C. Wakker (Hrsg.), Beyond the Canon, Leuven (2006), S. 83–103; Christine Luz, Technopaignia. Formspiele in der griechischen Dichtung. (Mnemosyne Supplements 324), Brill (Verlag), Leiden/Boston 2010; Edmund P. Cueva, Shannon N. Byrne (Hrsg.), A Companion to the Ancient Novel. Wiley-Blackwell, Chichester u. a. 2014.
- Bucolica Analecta. In: Würzburger Jahrbücher für die Altertumswissenschaft N.F. 5, 1979, S. 81–90. (online; PDF, 3,8 MB)
- OPΓIA EΠIΣTHMHΣ. Zur philosophischen Initiation in Ciceros Somnium Scipionis. In: Würzburger Jahrbücher für die Altertumswissenschaft N.F. 9, 1983, S. 123–145. (online; PDF, 9,2 MB)
- OPΓIA EΠIΣTHMHΣ (II). Zur philosophischen Initiation in Ciceros Somnium Scipionis. In: Würzburger Jahrbücher für die Altertumswissenschaft N.F. 11, 1985, S. 93–128. (online; PDF, 11,8 MB)
- Struktur und Initiation – Beobachtungen zu Ciceros Somnium Scipionis. In: Peter Neukam (Hrsg.): Reflexionen antiker Kulturen (Dialog Schule und Wissenschaft. Klassische Sprachen und Literaturen 20). Bayerischer Schulbuch-Verlag, München 1986, S. 144–190.
- Schlüssel und Schlange: Zwei figurale Texte aus Antike und Mittelalter. In: Würzburger Jahrbücher für die Altertumswissenschaft N.F. 14, 1988, S. 241–252. (online; PDF, 14,2 MB)
- Die Heliosweihe des Kaisers Julian. Ein initiatorischer Text des Neuplatonismus. In: Peter Neukam (Hrsg.): Neue Perspektiven (Dialog Schule und Wissenschaft. Klassische Sprachen und Literaturen 23). Bayerischer Schulbuch-Verlag, München 1989, S. 177–212.
- Die Heliosweihe des Kaisers Julian. Ein initiatorischer Text des Neuplatonismus. In: Würzburger Jahrbücher für die Altertumswissenschaft N.F. 18, 1992, S. 207–236. (online; PDF, 37,2 MB)
- Bukolische Weihegaben. Die Figurengedichte von Simias, Theokrit und Dosiadas. In: Peter Neukam (Hrsg.): Motiv und Motivation (Dialog Schule und Wissenschaft. Klassische Sprachen und Literaturen 27). Bayerischer Schulbuch-Verlag, München 1993, S. 125–176.
- Philosophen, Menschen, Tiere. Überlegungen zu einem Laktanz–Text (De ira Dei 7, 1–15). In: Karl Bayer, Peter Petersen, Klaus Westphalen (Hrsg.): Die Antike und ihre Vermittlung. Festschrift für Friedrich Maier zum 60. Geburtstag. R. Oldenbourg Verlag, München 1995, S. 151–160.

### Fachdidaktik

#### Herausgeberschaft
- Die Alten Sprachen im Unterricht (= DASiU); Herausgabe und Redaktion von 1978 bis 1997 (ab 1980 zusammen mit Friedrich Maier)

#### Lehrbücher und Unterrichtswerke
Bei den ROMA-Bänden war Gerhard Hertel Mitautor (ebenfalls ehemaliger Lehrer des Franz–Ludwig–Gymnasiums)
- ROMA Ausgabe A, Band III: Geschichten aus der Alten Welt, 196 Seiten, Bamberg / München 1977 ff.
- INSTRUMENTUM III. Lateinisches Unterrichtswerk, zusammen mit Jürgen Herrmann, Raimund Pfister und Ulrich Tipp, Mitherausgeber und Autor (Lektionen und Sachinformationen), Bamberg 1980 ff. (Rezension von Jacques Marneffe, in: Latomus. Revue d’études latines 41 (1/1982), S. 212–213).
- ROMA III: Lehrerheft mit Anhang Satzmodell, 144 Seiten, Bamberg 1983.
- ROMA Ausgabe B, Band II, Bamberg 1985 ff (Teil I: Texte und Übungen, 128 Seiten; Teil II: Grammatik und Wortschatz, 152 Seiten).
- ROMA EXPRESS III (Zusätzliche Übungen mit Lösungen), 72 und 39 Seiten, Bamberg 1986 ff.
- ROMA Ausgabe C II (2. Hälfte), 224 Seiten, Bamberg 1988 ff.
- ROMA Ausgabe C III, 224 Seiten, Bamberg 1989 ff.
- ROMA EXPRESS B II, 80 und 51 Seiten, Bamberg 1992 ff.
- ROMA EXPRESS C II (2. Hälfte), 58 und 40 Seiten, Bamberg 1992 ff.
- ROMA EXPRESS C III, 55 und 35 Seiten, Bamberg 1993 ff.
- STUDIUM LATINUM. Latein für Universitätskurse, Mitautor und didaktischer Berater von Gebhard Kurz (Mainz), zwei Teilbände, 200 und 264 Seiten, Bamberg 1993 ff. (Rezension von Ulrich Victor, in: Forum Classicum 37 (3/1994), S. 108–110 (online; PDF, 1,74 MB)).

#### Aufsätze
- Probleme der Leistungsmessung in den Alten Sprachen. In: Anregung. Zeitschrift für Gymnasialpädagogik 19, 3, 1973, S. 211–214.
- Rückkehr zur klassischen Bildung. In: Fränkischer Tag, Bamberg, 29. August 1978 und in: Mitteilungen des Deutschen Altphilologenverbandes. Landesverband Niedersachsen 28 (3/1978), S. 10.
- Unterrichtswerke in den Alten Sprachen. In: Joachim Gruber, Friedrich Maier (Hrsg.): Fachdidaktisches Studium in der Lehrerbildung. Alte Sprachen 1, München 1979, S. 250–265.
- Grundkurs Archäologie. Entwurf für einen eigenen Lehrplan für vier Kurshalbjahre. In: Die Alten Sprachen im Unterricht 26 (3/1979), S. 19–26; und: Grundkurs Archäologie. Entwurf für einen eigenen Lehrplan für vier Kurshalbjahre. Teil 2: Römische Archäologie. In: Die Alten Sprachen im Unterricht 27 (3/1980), S. 12–22.
- Die Alten Sprachen im Gymnasium von heute. In: Die Bildungsziele des Gymnasiums in Bayern, München 1981, S. 28–33.
- Latein – Grundlage christlichen Abendlandes. Sonderbeilage Latein. In: Deutsche Tagespost, 23./24. Dezember 1982, S. 11.
- Aufklärung als europäisches Schicksal. Gedanken zur ersten europäischen Aufklärung bei den griechischen Sophisten. In: Deutsche Tagespost, 11./12. Februar 1983.
- Anschauungsorientierter Unterricht: Grundkurs Archäologie. In: Gymnasium 92 (1,2/1985), S. 47–59.
- Von der Dauer im Wandel. Hundert Jahre altsprachlicher Unterricht 1890–1990. In: Festschrift Neues Gymnasium/Franz-Ludwig-Gymnasium Bamberg. 1890–1990, Hrsg. v. Einwich, Friedrich/Schmitt, Alfred, Fränkischer Tag, Bamberg 1990, S. 95–118.
- Latein – ein Opfer der Straffung des Studiums. In: Frankfurter Allgemeine Zeitung, 14. September 1996, Nr. 215, S. 10.